# Rockstars
A Rockstars (magyarul: Rocksztárok) Malik Harris német énekes dala, mellyel Németországot képviselte a 2022-es Eurovíziós Dalfesztiválon Torinóban. A dal 2022. március 4-én, a német nemzeti döntőben, a Germany 12 Points-ban megszerzett győzelemmel érdemelte ki a dalversenyen való indulás jogát.

## Eurovíziós Dalfesztivál
2022. február 10-én vált hivatalossá, hogy az énekes alábbi dala is bekerült a Germany 12 Points elnevezésű nemzeti döntő mezőnyébe. A dalt a március 4-én rendezett döntőben adta elő, ahol az énekes dalát választotta ki a rádiós zsűri és a nézők, amellyel képviseli hazáját az Eurovíziós Dalfesztiválon.
Mivel Németország tagja az automatikusan döntős „Öt Nagy” országának, ezért a dal az Eurovíziós Dalfesztiválon először a május 14-én rendezett döntőben versenyzett, de előtte a második elődöntő zsűris főpróbáján is előadta Harris. Fellépési sorrendben tizenharmadikként lépett fel, az Ukrajnát képviselő Kalush Orchestra Stefania című dala után és a Litvániát képviselő Monika Liu Sentimentai című dala előtt. A szavazás során a zsűri szavazáson összesítésben a huszonötödik, azaz utolsó helyen végzett 0 ponttal, míg a nézői szavazáson a huszadik helyen végzett 6 ponttal, így összesítésben 6 ponttal a verseny utolsó helyezettje lett.
A következő német induló a Lord of the Lost Blood & Glitter című dala volt a 2023-as Eurovíziós Dalfesztiválon.

## Háttér
Harris elmondása szerint a Rockstars-t azután írták meg szerzőtársaival, hogy az előadó megnézte az Office című sorozatból a kedvenc epizódját, a Finale-t, ahol elhangzik egy idézet Andy Bernard karakterétől: „Bárcsak tudhatnám, hogy a régi szép időkben járok – még mielőtt túl lennék azokon”.